# Фоломеев, Алексей Филимонович
Алексей Филимонович Фоломеев (26 февраля [11 марта] 1914 — 11 апреля 1989) — советский инженер-электрик, учёный в области авиации, доктор технических наук (1962), лауреат Сталинской премии (1952).

## Биография
Алексей Филимонович Фоломеев родился 26 февраля 1914 года в г. Москве в рабочей семье, окончил Московскую школу-интернат № 2 и в возрасте 17-и лет поступил на работу в Центральный аэрогидродинамический институт имени профессора Н. Е. Жуковского (ЦАГИ).
В 1940 г. он закончил вечернее отделение (Московского энергетического института) и получил диплом инженера-электрика. В годы Великой Отечественной войны командировался в страны Западной Европы. На территориях, освобожденных советскими войсками, он совместно с другими специалистами изучал немецкую военную технику.
За время работы в ЦАГИ (c 1931, по другим данным, с 1935 года по 1951 год) Фоломеев прошел путь от электромонтера до начальника лаборатории. Стал крупным специалистом в области исследовательского оборудования и приборов для экспериментирования в аэродинамических трубах.
В 1952 г. за создание комплекса экспериментального оборудования ему была присуждена Сталинская премия I степени в составе коллектива сотрудников ЦАГИ под руководством С. А. Христиановича «за работу в области техники».
11 января 1951 года приказом министра авиационной промышленности М. В. Хруничева Фоломеев был назначен начальником Научно-исследовательского института самолетного оборудования (НИСО), а в 1954 г. — главным конструктором института. Сравнительно молодым, в возрасте 37 лет, он принял эту ответственную должность и благодаря высоким личным качествам успешно проработал начальником института до 1964 г. Сделал вклад в создание отечественных систем автоматического управления. Руководил разработками экспериментального оборудования, аэродинамических стендов и ряда самолётов, созданием методов и средств обеспечения стендовых и лётных испытаний авиационной техники и ракетного вооружения. Под его руководством были созданы и внедрены системы для проведения исследований в аэродинамических трубах, приборы самолётной автоматики и системы командного радиоуправления для обеспечения управления полетом и безопасности проведения лётных исследований беспилотных летательных аппаратов, обеспечено проведение лётных исследований ряда объектов авиационной и ракетно-космической техники.
В 1966 (по другим данным в 1964) году Фоломеев перешёл на работу в Лётно-исследовательский институт, где работал заместителем начальника филиала ЛИИ, начальником комплекса, а затем начальником отделения № 7. Руководил исследованиями динамики беспилотных объектов, созданием новой аппаратуры и исследовательских трасс для испытания вооружения, внедрение которых в практику существенно сократило время их создания.
С 1986 года на пенсии. Алексей Филимонович умер 11 апреля 1989 года. Похоронен на Быковском мемориальном кладбище в Жуковском Московской области.

## Награды и звания
- Три ордена Трудового Красного Знамени (1954, 1957, 1971)
- Орден Красной Звезды (16.09.1945)[5]
- Сталинская премия 1-й степени (1952)